# Assassinat de Cánovas del Castillo
L'assassinat de Cánovas del Castillo va tenir lloc el 8 agost de 1897 en el balneari de santa Águeda (Guipúscoa) on el president del govern espanyol Antonio Cánovas del Castillo passava uns dies de descans i va ser obra de l'anarquista italià Michele Angiolillo, qui fou detingut immediatament, jutjat i executat. Durant el consell de guerra Angiolillo va justificar l'assassinat com una venjança per les tortures del procés de Montjuïc.

## Antecedents

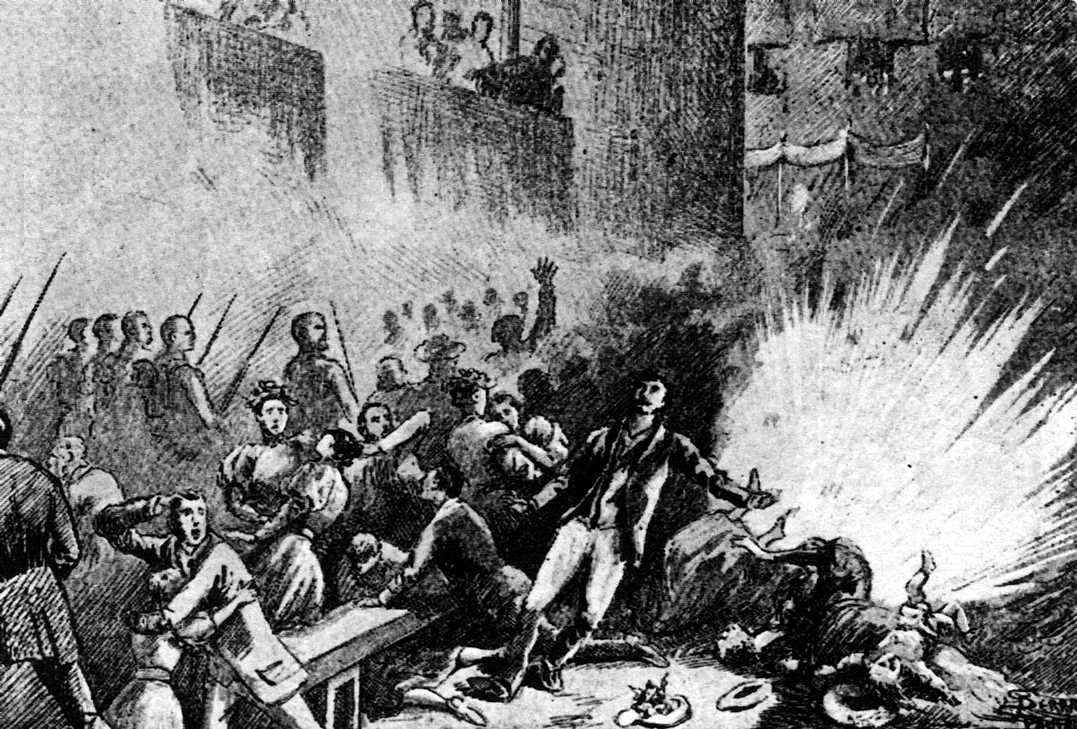
Atemptat del carrer dels Canvis Nous de Barcelona al pas de la processó del Corpus (7 de juny de 1896).

Durant l'última dècada del segle xix Barcelona va viure una onada d'atemptats terroristes anarquistes. El de major repercussió va ser l'atemptat del carrer dels Canvis Nous al pas de la processó del Corpus del 7 de juny de 1896 en el qual sis persones van morir en l'acte, i unes altres quaranta-dues van resultar ferides. La repressió policial que es va desfermar a continuació va ser brutal i indiscriminada i va donar lloc al famós procés de Montjuïc, durant el qual 400 «sospitosos» van ser empresonats al castell de Montjuïc, on van ser brutalment torturats —«ungles arrencades, peus aixafats per màquines premsores, cascos elèctrics, puros havans apagats en la pell…». A continuació diversos consells de guerra van condemnar a mort a 28 persones —cinc de les quals van ser executades— i d'altres 59 a cadena perpètua —63 van ser declarades innocents però deportades a Riu d'Or.
El procés de Montjuïc va tenir una gran repercussió internacional, donades els dubtes que hi havia sobre les proves en què s'havien basat les condemnes —bàsicament les confessions dels acusats obtingudes mitjançant tortures—, que també va ser seguida per una campanya de part de la premsa espanyola contra el govern i els «botxins», en la qual va destacar el jove periodista Alejandro Lerroux, director del diari madrileny republicà El País que amb el títol de Las infamias de Montjuïc va publicar durant mesos els relats dels torturats —a més Lerroux va emprendre una gira de propaganda per La Manxa i Andalusia.

## L'assassinat

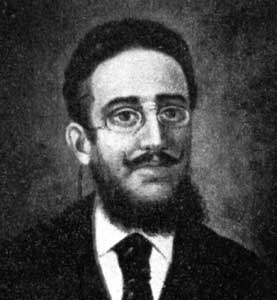
L'anarquista italià Michele Angiolillo, autor de l'assassinat de Cánovas del Castillo.

Michele Angiolillo era tipògraf de professió i estava fitxat per la policia italiana com a anarquista. En 1895 va fugir a l'estranger per eludir la condemna de mes i mig de presó per uns articles subversius que havia publicat. Va estar a Barcelona i probablement allí es trobava quan es va produir l'atemptat del carrer dels Canvis Nous de juny de 1896. Va marxar llavors a França, d'on va ser expulsat a l'octubre, passant a Bèlgica i després a Anglaterra. A Londres va conèixer els relats dels torturats en el procés de Montjuïc i allí va comprar la pistola amb la qual assassinaria Cánovas del Castillo. De la capital britànica es va dirigir a París on es va entrevistar amb el delegat dels insurrectes cubans que lluitaven contra Espanya per aconseguir la independència Ramón Emeterio Betances a qui va demanar diners per poder anar a Espanya i assassinar la reina regent Maria Cristina d'Habsburg-Lorena i al president del govern Antonio Cánovas del Castillo. Betances li va donar certa quantitat encara que li va dir que reprovava els assassinats. A París Angiolillo també es va entrevistar amb el director del periòdic anarquista L'Intransigeant, Henri Rochefort, que havia estat un dels mitjans que més havia destacat en la campanya internacional de denúncia de les tortures de Montjuïc, i que també recolzava la causa independentista cubana.

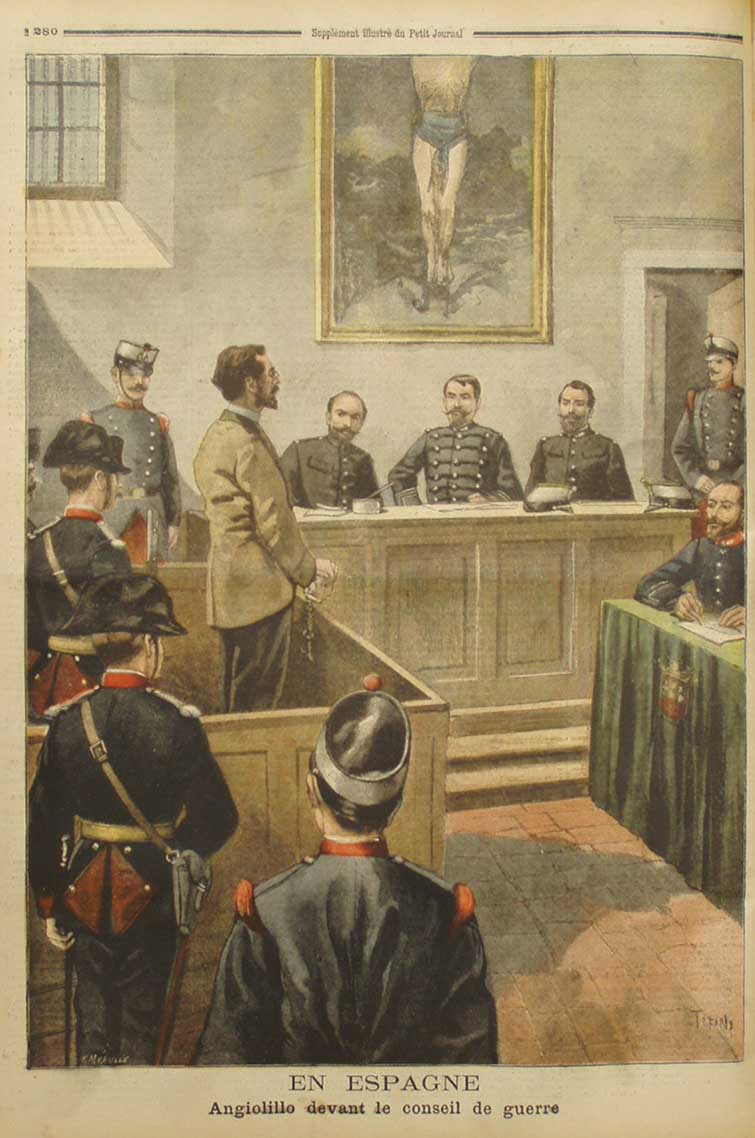
Declaració de Angiolillo davant el consell de guerra que el va jutjar.

De París va marxar a Madrid on va entrar en contacte amb el periodista republicà i anticlerical José Nakens a qui es va presentar com a periodista amb el nom fals d'Emilio Rinaldini, i a qui va demanar ajuda. Nakens li va donar alguns diners i en acomiadar-se li va explicar el seu projecte d'atemptar contra la regent, contra el president del govern i també contra el jove rei Alfons XIII —llavors un nen d'11 anys. Nakens no el va creure, encara que més tard va confessar que si hagués sabut que era cert tampoc ho hagués delatat perquè era un crim polític.

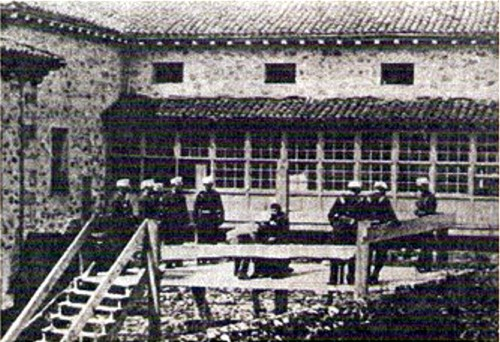
Fotografia del dia de l'execució d'Angiolillo.

A principis d'agost de 1897 Angiolillo es trobava a Guipúscoa i el dia 8 al migdia li va disparar tres trets de revòlver al president del govern Antonio Cánovas del Castillo quan llegia els periòdics en un banc en el balneari de Santa Águeda, en el qual passava uns dies de descans. L'assassí va ser detingut i jutjat immediatament. Durant el judici va justificar el seu crim com una represàlia per les tortures al fet que havien estat sotmesos els sospitosos per l'atemptat de la processó del Corpus de Barcelona en el castell de Montjuïc on havien estat conduïts, i de les quals feia responsable al president del govern. També va declarar la seva solidaritat amb els que vivien en la misèria, el seu rebuig a la injustícia social i el seu amor a l'anarquisme. Va dir també que havia actuat sol, encara que hi ha dubtes que això fos veritat perquè havia comentat els seus plans amb diverses persones, a pesar que també ho va negar durant el judici. Va ser condemnat a mort i la sentència es va complir mitjançant garrot vil el 19 d'agost de 1897, només onze dies després d'haver comès l'assassinat.

## Repercussions

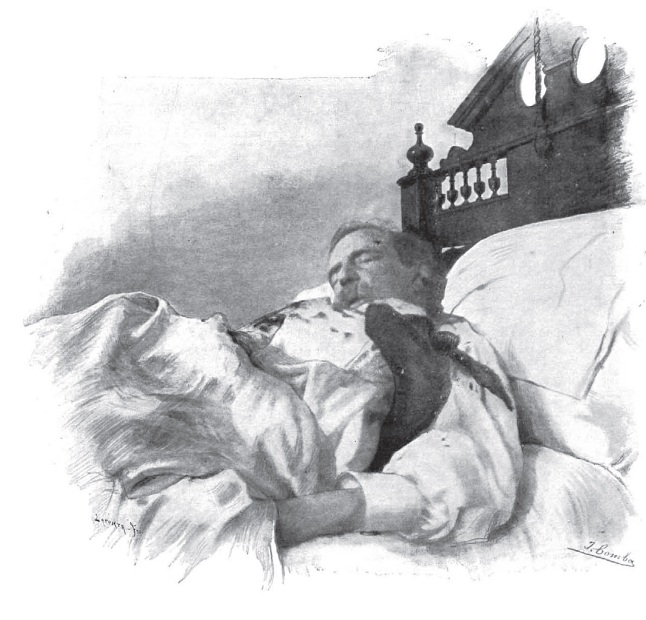
Dibuix del cadàver de Cánovas del Castillo realitzat per Juan Comba sobre una fotografia del comte d'Aldana que es va publicar a les pàgines de La Ilustración Española y Americana.

La premsa europea i americana es va fer ressò del succés, especulant sobre si l'atemptat contra el president del govern espanyol formava part d'una vasta conspiració anarquista internacional. El diari The Times va afirmar que el crim havia estat obra d'un fanàtic i va destacar que no hi havia proves que darrere d'ell hi hagués una organització internacional, però va demanar que la policia estigués alerta encara que sense arribar a prendre mesures excepcionals. Per explicar l'atemptat The Times va recordar les tortures del Procés de Montjuïc, per la qual cosa la seva ombra, com ha assenyalat l'historiador Juan Avilés Farré, «seguia enterbolint la imatge del Govern espanyol fins i tot en els luctuosos dies de la mort de Cánovas».

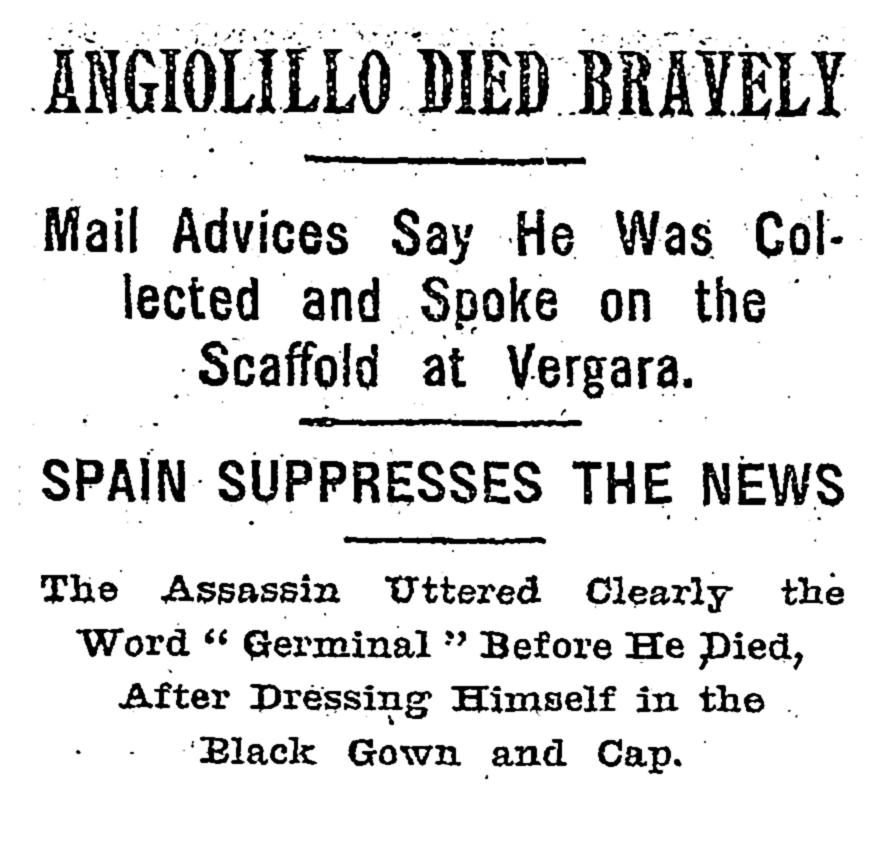
Notícia de l'execució d'Angiolillo apareguda a The New York Times del 22 d'agost de 1897, en el que es diu que va morir valentament critant Germinal. També es diu que a Espanya es va censurar la notícia.

L'assassinat de Cánovas va tancar el cicle d'atemptats terroristes anarquistes a Espanya de la dècada dels noranta, però a diferència de l'ocorregut en altres països com França o Estats Units, que també van sofrir greus atemptats en aquella època i en els quals ja no es van reproduir en haver quedat el moviment anarquista completament desprestigiat, a Espanya «l'anarquisme violent va reaparèixer el 1903 i la saga de crims i atrocitats repressives es mantindria durant dècades». Una de les possibles explicacions a la persistència del terrorisme anarquista a Espanya, segons Avilés Farré, estreba en «la resposta, alhora bàrbara, il·legal i ineficaç de les autoritats espanyoles». «La brutalitat repressiva era a Espanya un pervers succedani de l'eficàcia policial. Barcelona, en particular, mancava d'una força policial suficientment nombrosa i capacitada per fer front al desafiament que van representar els atemptats dels anys noranta. Mancant indicis, es realitzaven batudes massives i, mancant proves, es torturava als principals sospitosos». En canvi, a França «la policia havia estat eficaç i la justícia severa [quatre terroristes convictes i confessos van ser guillotinats], però d'acord amb les lleis… No va haver-hi perllongades detencions arbitràries, ni tortures per obtenir confessions, ni sentències amb dubtós fonament jurídic». «El resultat va ser que a França l'era dels atemptats anarquistes va acabar en 1894 per no ressorgir mai».